# صالح محمد العنسي
القاضي صالح بن محمد بن صالح بن يحيى العنسي 
هو أحد علماء اليمن في القرن الحادي عشر الهجري أي القرن السابع عشر ميلادي.

## حياته
أخذ عن عمه القاضي أحمد بن صالح العنسي، والعلامة عبد الرحمن الحيمي، وغيرهما ورحل إلى مكة فسمع بها صحيح البخاري، والموطأ، ودرس صحيح مسلم على الشيخ العلامة محمد بن علي بن علان الشافعي المكي البكري الصديقي نسباً. وكان لطيف الطبع، سهل الحال كثير المباحثة في الفنون، ولو لمن هو دونه وبآخر حياته كان يملي شرح غاية السول على الفقية العلامة الحسن بن محمد المغربي، بمسجد داوود في وسط صنعاء، وهو مسجد عمره الشيخ داوود بن المكين في نحو القرن السابع هجري تقريبا في القرن الثالث عشر ميلادي، وله شعر فيه لطف وحلاوة، ومن شعره ما كتب على ضريح شيخه القاضي احمد بن صالح العنسي:
توفي في منتصف محرم سنة تسعين وألف، أي الموافق تقريباً لشهر مارس عام 1679 م وقُبر بخزيمة غربي صنعاء.